# Генрих Хорутанский
Генрих Хорутанский (нем. Heinrich von Kärnten, чеш. Jindřich Korutanský; 1265 — 2 апреля 1335) — граф Тироля (под именем Генрих II), герцог Каринтии (под именем Генрих VI) и Крайны (c 1295 г.), король Чехии с 22 августа по сентябрь 1306 (1-й раз), с 15 августа 1307 по 9 декабря 1310 года. Из Горицко-Тирольской династии.

## Молодые годы
Генрих был младшим сыном Мейнхарда II, графа Тироля и герцога Каринтии, и Елизаветы Виттельсбах, дочери баварского герцога Оттона II. После смерти отца в 1295 г. и до 1310 г. Генрих считался соправителем своего старшего брата Оттона в Каринтии, Крайне и Тироле.

## Правление в Чехии

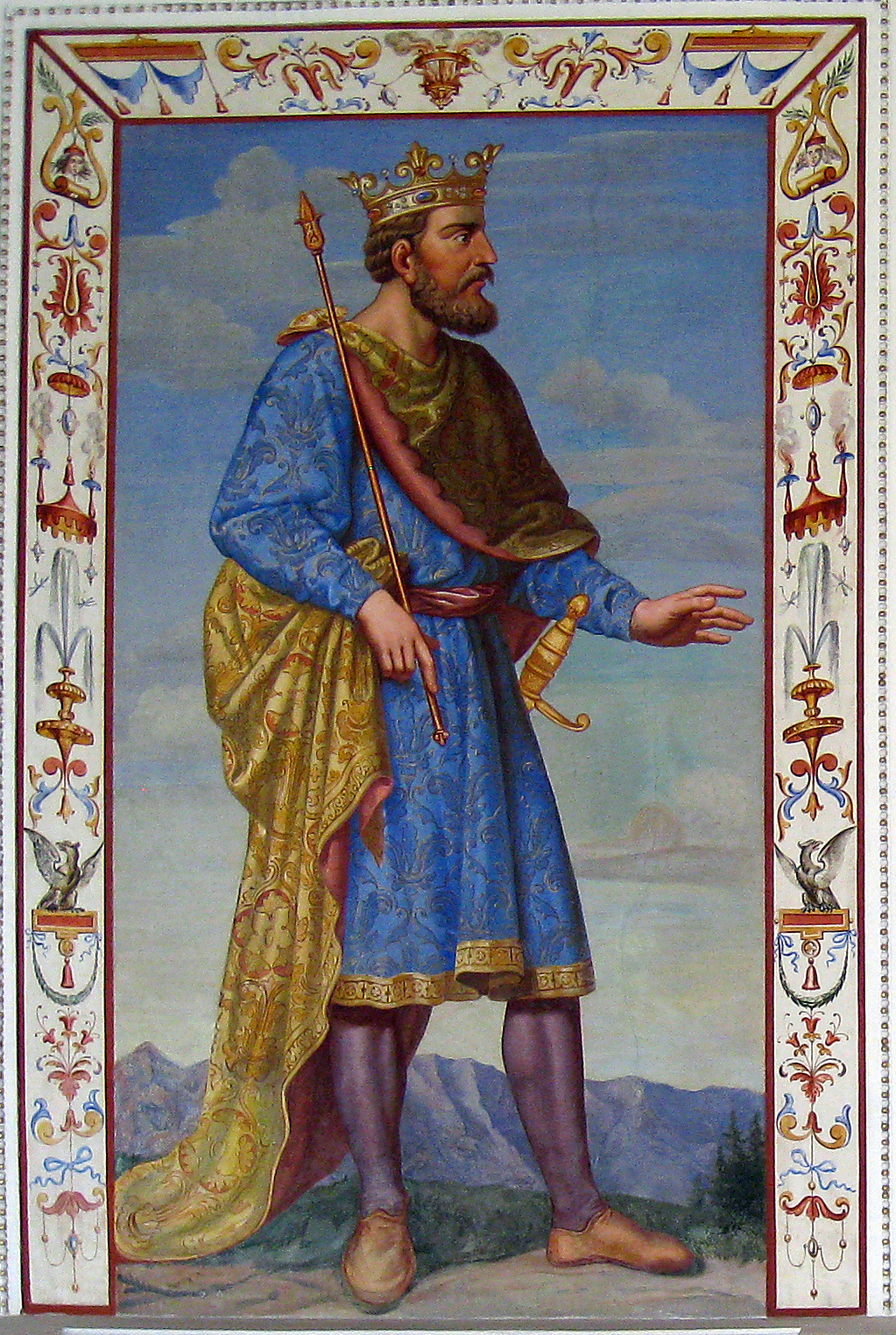
Портрет Генриха Хорутанского, XVI века в Замке Амбрас в Инсбруке, Австрия

Горицко-Тирольский дом со времён Мейнхарда II был последовательным союзником Габсбургов, благодаря которым тирольским графам удалось подчинить крупные герцогства Каринтия и Крайна на юго-восточных рубежах Германии. Однако в 1305 году братья Оттон и Генрих перешли на сторону противников Габсбургов — чешский король Вацлав II предложил Генриху руку своей дочери Анны. В 1306 г. в Праге состоялась их свадьба. В том же году новый король Чехии Вацлав III, брат жены Генриха, отправился на войну в Польшу, оставив своего зятя наместником своего королевства. Но 4 августа Вацлав III был убит в Оломоуце, не оставив наследников мужского пола. Генрих Хорутанский (то есть Каринтийский) стал главным претендентом на чешский престол. Сейм Чехии большинством голосов избрал Генриха королём. Однако его правление в Праге продолжалось всего месяц: к городу подошли войска Рудольфа III Габсбурга, герцога Австрии, которые вынудили Генриха бежать из Праги.
В 1307 году Рудольф скончался, что дало возможность Генриху вернуться в Чехию и короноваться её королём. Чешское дворянство ожидало, что с приходом к власти Генриха в стране восстановится спокойствие и порядок. Однако сам король был достаточно бесхарактерной и нерешительной личностью. Ему не удалось улучшить финансовое положение королевства, а наоборот, пришлось распродавать драгоценности чешской короны. Против Генриха вскоре начала складываться коалиция крупных магнатов, которая свои надежды возлагала на незамужнюю дочь Вацлава II Елизавету. Они смогли выдать её замуж за сына императора Генриха VII Яна Люксембургского. Генрих однако не желал сдавать свои позиции и со своими каринтийскими войсками осадил Прагу и Кутну Гору. Это на некоторое время укрепило его власть, однако к 1310 году разгорелось восстание чешских сословий против короля. Союзники Люксембургов атаковали родовые владения Генриха в Каринтии и Тироле. Чешский сейм объявил о лишении Генриха престола. В Прагу вошли войска Яна Люксембургского. Генрих бежал в Каринтию. Несмотря на потерю чешского престола, до конца своей жизни Генрих продолжал именовать себя королём Чехии и Польши (королём Польши считался предшественник Генриха на чешском престоле Вацлав III).

## Правление в Тироле и Каринтии
В 1310 году скончался старший брат Генриха и он стал единовластным правителем Тироля, Крайны и Каринтии. В конфликте за престол Священной Римской империи Генрих поддержал австрийского герцога Фридриха Габсбурга против Людвига Баварского, на стороне которого стояли Люксембурги. В 1314 году он отдал свой голос как короля Чехии в пользу Фридриха, однако это не помогло последнему утвердиться на германском престоле.
Тем не менее в 1321 году император Людвиг Баварский решил пойти на сближение с Генрихом и выступил с идеей брака герцога Каринтии и сестры Яна Люксембургского Марии. Однако этот план провалился из-за решительного возражения чешской королевы Елизаветы, ненавидевшей своего бывшего зятя. Генрих остался в партии Габсбургов. Лишь в 1330 году стороны нашли компромисс: младший сын Яна Люксембургского Иоганн Генрих был обручён с дочерью и наследницей Генриха Хорутанского Маргаритой. По условиям договора чешский король получал право стать регентом владений Генриха в случае его смерти до достижения Маргаритой совершеннолетия.
В 1335 году Генрих скончался, оставив после себя лишь дочь Маргариту. В соответствии с условиями договора 1282 года между Мейнхардом II Горицко-Тирольским и Альбрехтом I Габсбургом Каринтия и Крайна перешли под власть герцогов Австрии, несмотря на сопротивление Яна Люксембургского. Маргарите удалось сохранить за собой лишь Тирольское графство.

## Браки и дети
- (1306) Анна Пржемысловна (1290—1313), дочь Вацлава II, короля Чехии
- (1315) Адельгейда Вельф (1285—1320), дочь Генриха I, герцога Брауншвейг-Грубенхагена

Адельгейда Каринтийская (1317—1325);
Маргарита (1318—1369), графиня Тироля (1335—1363)
- (1328) Беатриса Савойская (1310—1331), дочь Амедея V, графа Савойи

## Генеалогия
| Предшественник Мейнхард II | герцог Каринтии герцог Крайны 1310—1335 | Преемник Альбрехт II |
| Предшественник Мейнхард II | граф Тироля 1295—1335                   | Преемник Маргарита   |
| Предшественник Вацлав III  | король Чехии 1306                       | Преемник Рудольф I   |
| Предшественник Рудольф I   | король Чехии 1307—1310                  | Преемник Ян          |